# Pina Bausch
Pina Bausch (alemany: Pina)  (Solingen, 27 de juliol de 1940 - Wuppertal, 30 de juny de 2009) Philippine "Pina" Bausch fou una ballarina, coreògrafa, professora de dansa contemporània i directora del Tanztheater de Wuppertal. És una figura de culte de la dansa internacional, i potser la més rellevant de l'època contemporània. Fou deixebla de Kurt Jooss.
Bausch és considerada una de les pioneres de la dansa teatre, per la seva manera de formar i dirigir intèrprets, i els espectacles que expressen emocions i diàlegs mitjançant el moviment, sons, vestuari i escenografia. En la dansa teatre, és la figura més destacada i ha influït en diversos artistes. També va ser de les primeres a coreografiar els desplaçaments i posicions a l'escenari dels actors en peces de teatre tradicional.
Els seus espectacles més coneguts són la seva Consagració de primavera (1975) i especialment Cafè Müller (1978), que han estat representats, entre altres llocs, al Liceu de Barcelona. Morí el 30 de juny del 2009 a la ciutat alemanya de Wuppertal, a l'edat de 68 anys, després que li diagnosticaren un càncer cinc dies abans.

## Biografia
La Pina neix l’any 1940 a la ciutat alemanya de Solingen. És batejada com a Philippine Bausch. Els seus pares treballaven al restaurant d’un hotel de la ciutat, on ella i els seus germans ajudaven. Després d’atendre a classes de ballet a la mateixa escola de la ciutat, Pina comença la seva formació professional als catorze anys a La Universitat de les Arts Folkwang, de la mà del coreògraf Kurt Jooss.
Joss tant era un gran defensor de la dansa moderna alemanya, com buscava la reconciliació d’aquesta amb les regles fonamentals del ballet clàssic. Així, Bausch obté tècniques per a la màxima lliure expressió creativa, com tècnica per mantenir la forma clara i domini propi del ballet.
L’any 1958 és guardonada amb el premi d'excel·lència de l’escola, Folkwang Prise.
El 1959, amb 19 anys, es gradua de Folkwang i aconsegueix una beca per continuar els seus estudis Julliard School of Music, Nova York. Allà la dansa clàssica estava patint una modernització gràcies a George Balanchine i a l’efervescència d’estils de dansa moderna.
Pina Bausch durant els seus anys a Nova York, rep formació de la mà de grans referents en el món de la dansa: Anthony Tudor, José Limón, ballarins de la companyia de Martha Graham, Alfredo Corvino, Margaret Craske…. Gràcies a Tudor comença a treballar al Metropolitan Opera Ballet com a ballarina.
Després de passar dos anys als Estats Units, Bausch torna a Alemanya. Balla a la reformada companyia de Jooss, que ara s’anomena Folkwang Tanzstudio. Protagonitza diverses peces, antigues i noves, a més a més d’ajudar-lo a coreografiar.
Comença a coreografiar de forma independent quan el Folkwang Tanzstudio necessita noves peces de dansa. Arran d'això crea obres com Fragment o Im Wind der Zeit, per les quals rep el primer premi al Taller Coreogràfic Internacional a Colònia l’any 1969.
Després de treballar com a coreògrafa convidada a Wuppertal, és nomenada directora del Wuppertal Ballet. Més endavant va rebatejar-lo com a Tanztheater Wuppertal, que es tradueix com a Dansa-teatre Wuppertal. Amb aquest nom, Pina estableix el caràcter artístic de la companyia: representa l’emancipació de les rutines clàssiques del ballet tradicional per donar pas a la llibertat creativa per escollir els mitjans d'expressió.
Gluck Iphiegenie auf Tauris (1974) i Orpheus und Eurydice (1975) són les seves primers òperes de dansa. Després s’endinsa en el món de les cançons populars amb I’ll Do You In… i Come Dance With Me. Segueix creant amb peces com Renate wandert aus, Le Sacre du printemps, The Seven Deadly Sins, Dont Be Afraid Of, Duke Bluebeards Castle…
Els seu primers anys de creació a Wuppertal generen constenació entre el públic i la crítica, no acostumats a la càrrega emocional de les obres de Pina. Tot i això, la seva època creativa a Wuppertal marca el seu estil com a coreògrafa inscrivint-se en la Dansa-teatre i dona fruit a les obres més cèlebres de la seva carrera.
El gener de 1980 mor la parella de Pina, Rolf Borzik. L’obra 1980 és interpretada per la crítica com un homenatge al seu difunt company de vida, mà dreta en la qüestió de disseny d’espai per a les seves coreografies. Tots dos varen treballar junts creativament fins a la mort de Borzik.
Posteriorment treballa en peces com Bandoneón (1980), Walzer (1982), Carnations (1982) On the mountain a cry was heard (1984), Two cigarrets in the dark (1985), Viktor (1986), Palerm, Palerm (1989), A tragedy (1994) i Danzón (1995).
Pina Bausch va ser probablement la ballarina més influent en quant a noves generaciones de dansa contemporània i l’art en general durant la dècada dels 80.
El 30 de juny de 2009 Pina Bausch mor de càncer.

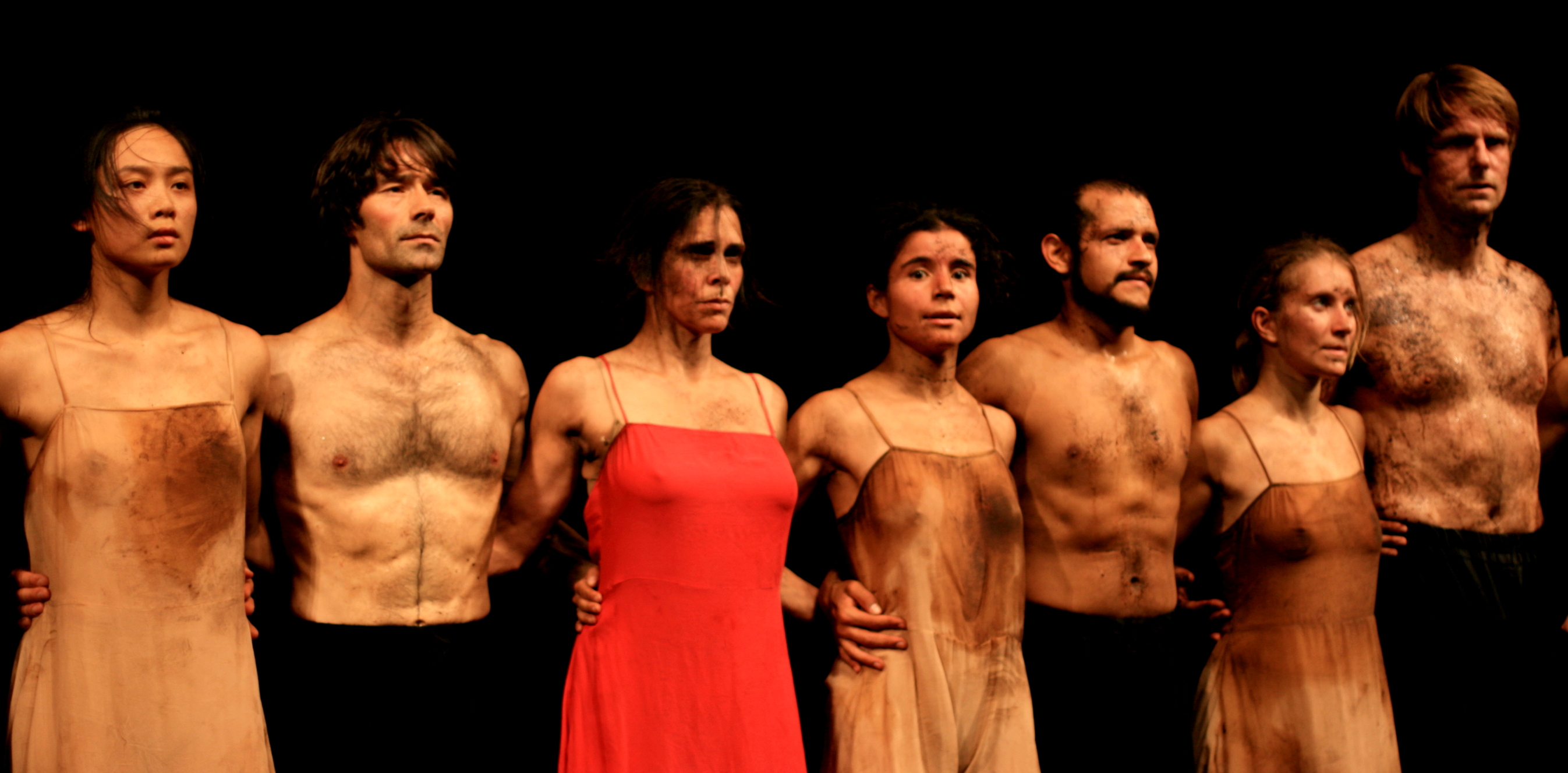
Le Sacre du printemps (La Consagració de la primavera)
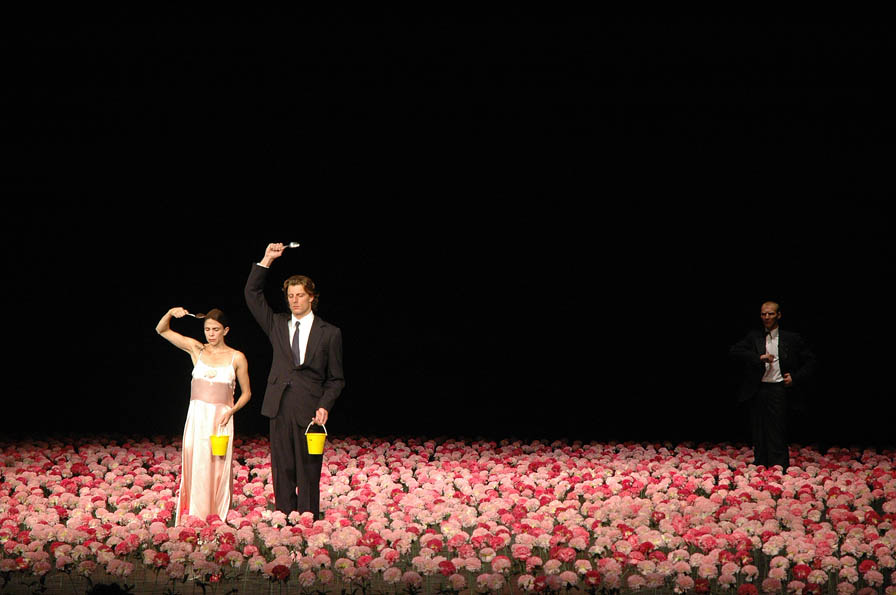
Cravos (2009) de Pina Bausch